# Els Masos de Sant Martí
Els Masos de Sant Martí és un poble de l'antic terme municipal d'Isona, actualment integrat en el d'Isona i Conca Dellà.

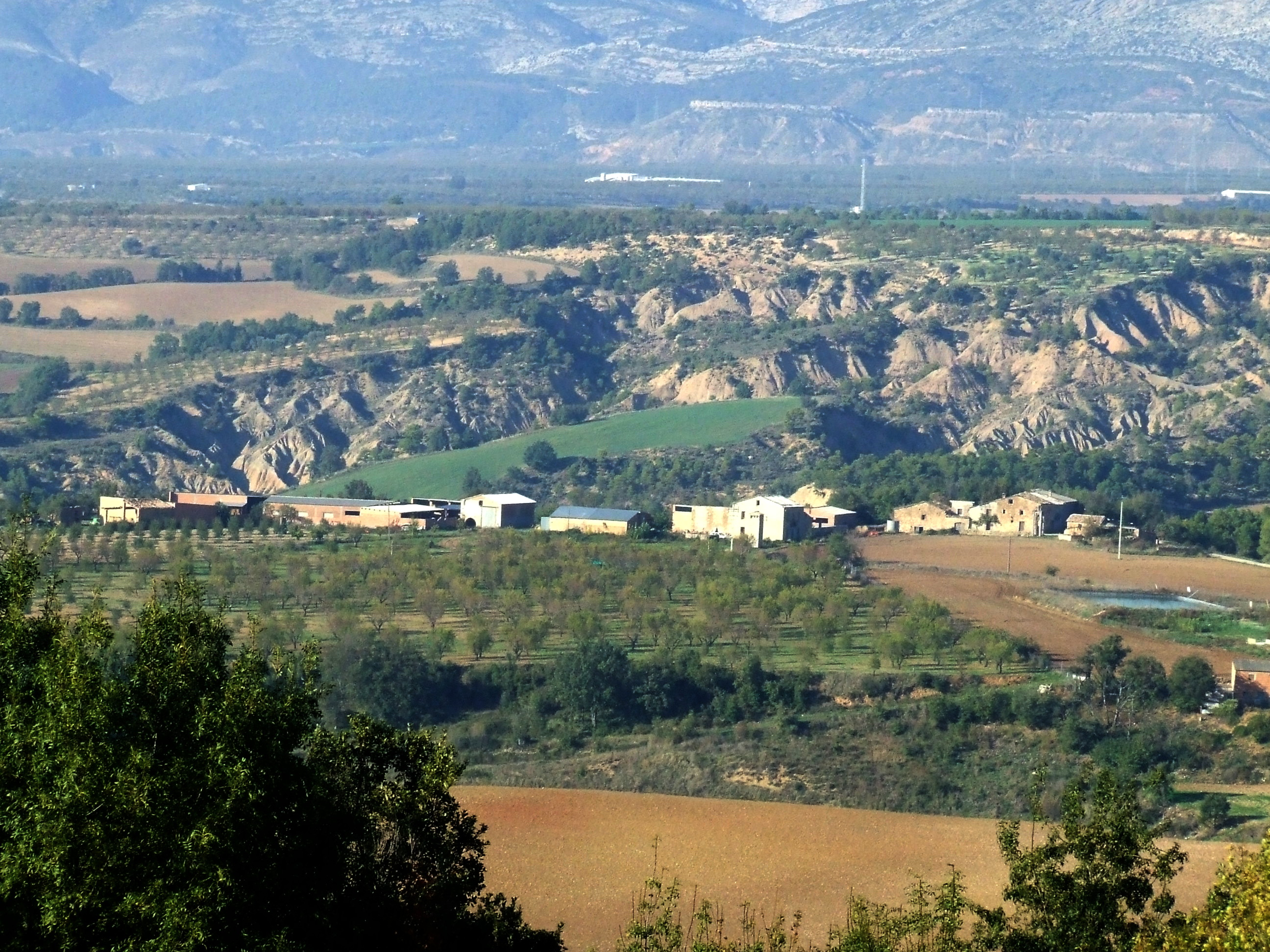
Els Masos de Sant Martí des de Covet

 Actualment està despoblat, llevat d'alguna casa aprofitada per a estiueig o caps de setmana: gairebé tots els seus antics habitants són actualment a Isona. Pren el nom de la seva església, dedicada a Sant Martí.
És al nord i a prop del poble de Covet: en queda a poc més de dos quilòmetres, i pertanyia a la seva parròquia. És a uns cinc quilòmetres del cap de municipi, la vila d'Isona.
Té església pròpia, dedicada a Sant Martí, sufragània de Santa Maria de Covet. Va ser restaurada i recuperada, fa pocs anys, pel Centre d'Estudis d'Isona i Conca Dellà. És una església romànica del segle xii.
Aquest poble pròpiament no havia tingut mai festes pròpies: la Festa Major, la celebraven conjuntament amb Covet, que és el cap de la parròquia, a més d'assistir a la d'Isona. El mes de setembre era l'únic moment en què se celebrava una festa, als Masos: un àpat col·lectiu, que actualment tampoc no se celebra, ja.

## Etimologia
Es tracta d'un topònim ja d'origen català, i de caràcter descriptiu: és el conjunt de masos que depenien de l'esglesiola de sant Martí, sufragània de Santa Maria de Covet.

## Cases del poble
- Cal Perepau
- Cal Tató
- Cal Roi
- Cal Cucut (o Cucuc)
- Cal Collet
- Cal Cosme
- Cal Manel